# Rafael Ángel Calderón Guardia
Rafael Ángel Calderón Guardia (ur. w 1900, zm. w 1970) – kostarykański lekarz i polityk, profesor uniwersytetu w San José (stolicy Kostaryki), działacz Partii Narodowo-Republikańskiej.
Za jego prezydentury (1940-1944) miały miejsce reformy społeczne i gospodarcze. Współpracował z Teodoro Picado Michalskim. W 1948 ponownie kandydował na prezydenta, jednak po próbie sfałszowania wyników wyborów i wojnie domowej przebywał od tego roku do 1958 poza krajem (w międzyczasie w grudniu 1948 i w 1955 podejmował próby przewrotu). W 1962 jeszcze raz kandydował na urząd prezydenta.
Jego synem był Rafael Ángel Calderón Fournier (ur. 1949), prezydent Kostaryki w 1990-1994.